# Lion-devant-Dun
Lion-devant-Dun – miejscowość i gmina we Francji, w regionie Grand Est, w departamencie Moza.
Według danych na rok 1990 gminę zamieszkiwało 131 osób, a gęstość zaludnienia wynosiła 8 osób/km² (wśród 2335 gmin Lotaryngii Lion-devant-Dun plasuje się na 914. miejscu pod względem liczby ludności, natomiast pod względem powierzchni na miejscu 290.).